# Hot Boys
Hot Boys (стилизовано как Hot Boy$) — американская хип-хоп-группа из Нового Орлеана, Луизиана, образованная в 1997 году. Состоит из четырёх исполнителей: Лил Уэйн, Juvenile, B.G. и Turk.

## История
Группа была образована в Новом Орлеане в 1997 году пятью рэперами: Лил Уэйном, Juvenile, B.G., Turk и племянником Birdman Bulletproof, также известного как Lil Dirk. Последний покинул группу вскоре после записи первого альбома и был убит в 2002 году. В год образования Hot Boys выпустили на независимом лейбле Cash Money Records свой дебютный альбом Get It How U Live!. Несмотря на неоднозначные отзывы, он достиг 22-го места в чарте Top R&B/Hip-Hop Albums, а количество продаж превысило 400 000 копий. После привлечения внимания ныне несуществующего Universal Records в 1999 году группа выпустила свой второй альбом Guerrilla Warfare, который имел коммерческий успех, заняв пятое место в Billboard 200, разойдясь тиражом 142 000 копий за первую неделю и получив платиновый сертификат Американской ассоциации звукозаписывающих компаний (RIAA).
Группа распалась в 2001 году, когда Juvenile, Turk и B.G. покинули Cash Money, сославшись на неэффективное финансовое управление, оставив Лил Уэйна единственным первоначальным участником, подписавшим контракт с лейблом. Несмотря на это, в 2003 году был выпущен ещё один альбом группы — Let 'Em Burn, состоящий из материала, записанного между 1998 и 2000 годами; альбом достиг 14 строчки в Billboard 200.
Многие неудачи помешали группе официально воссоединиться. В 2006 году Turk был приговорён к 14 годам тюремного заключения за покушение на убийство второй степени, что замедлило планы по воссоединению в 2009 году. Незадолго до освобождения Turk в 2012 году B.G. был приговорен к 14 годам за хранение оружия и фальсификацию свидетелей; он был выпущен в 2023 году. После этого Hot Boys удалось выпустить вместе одну песню — ремикс на песню Turk 2012 года Zip It. В ноябре 2024 года группа официально воссоединилась.

## Дискография

### Студийные альбомы
| Название           | Детали                                                    | Высшая позиция в чартах | Высшая позиция в чартах | Продажи          | Сертификации       |
| Название           | Детали                                                    | US                      | US R&B                  | Продажи          | Сертификации       |
| ------------------ | --------------------------------------------------------- | ----------------------- | ----------------------- | ---------------- | ------------------ |
| Get It How U Live! | - Релиз: 28 октября 1997 - Лейбл: Cash Money - Формат: CD | —                       | 37                      | - US: 400,000+   |                    |
| Guerrilla Warfare  | - Релиз: 27 июля 1999 - Лейбл: Cash Money - Формат: CD    | 5                       | 1                       | - US: 1,500,000+ | - RIAA: платиновый |
| Let 'Em Burn       | - Релиз: 25 марта 2003 - Лейбл: Cash Money - Формат: CD   | 14                      | 3                       |                  |                    |

### Синглы
| Neighborhood Superstar (feat. Big Tymers)        | 1997 | —  | —  | — | Get It How U Live!     |
| We on Fire                                       | 1999 | —  | 49 |   | Guerilla Warfare       |
| I Need a Hot Girl (feat. Big Tymers)             | 1999 | 65 | 23 | — | Guerilla Warfare       |
| Rock Ice (feat. Big Tymers)                      | 1999 | —  | —  | — | Blue Streak: The Album |
| My Section                                       | 2003 | —  | —  | — | Let 'Em Burn           |
| Gangsta Nigga                                    | 2003 | —  | —  | — | Let 'Em Burn           |
| «—» обозначает запись, которая не попала в чарт. |      |    |    |   |                        |